# Charles Denner
Pour les articles homonymes, voir Denner.
Charles Denner, né le 29 mai 1926 à Tarnów (Pologne) et mort le 10 septembre 1995 à Dreux (Eure-et-Loir), est un acteur français d'origine polonaise.
Auteur d'une carrière prolifique entre le théâtre et le cinéma, il est notamment connu pour ses rôles dans les films Landru de Claude Chabrol, L'aventure c'est l'aventure de Claude Lelouch ou L'Homme qui aimait les femmes de François Truffaut.

## Biographie

### Famille et formation
Charles Denner est né en Pologne dans une famille juive parlant yiddish. Il est le fils de Joseph, tailleur de profession, et Jenta Micenmacher. Il a une sœur aînée, Élise (1922-2015), et deux frères, Alfred (1924-2012) et Jacques. La famille émigre en France en 1930.

### Seconde Guerre mondiale
Pendant la guerre, les Denner se réfugient à Brive-la-Gaillarde, en Corrèze. En 1941 a Charles Denner fait sa première apparition au cinéma, dans le rôle d'un valet dans Volpone de Maurice Tourneur. Le 20 avril 1942, son frère Alfred est arrêté et incarcéré au château de Ségur. Alerté par la famille, le rabbin de Brive, David Feuerwerker réussit à obtenir sa libération.
Charles et Alfred entrent dans la résistance (Armée Secrète de la France libre – AS) et participent aux combats du Vercors au C1 de Méaudre Charles, sous le pseudonyme de « Charles Dermat ». Grièvement blessé à la colonne vertébrale lors d’une embuscade, il est décoré de la croix de guerre.

### Carrière au théâtre
En 1945, Charles Denner entre au cours d’art dramatique de Charles Dullin tout en gagnant sa vie comme tailleur, maroquinier et fort des halles. il commence sa carrière au théâtre chez Les Compagnons de l'Arche, la jeune compagnie fondée sous l'Occupation par André Marcovici et attachée au renouveau du théâtre juive. Il y joue dans quatre pièces dont Le Dibbouk de An Ski (1946), Le Keroub et le mariage de Rachel (1947), et Tel Haï (1947) aux théâtres Edouard VII et La Bruyère. Ces premières expériences des planches lui procureront les plus grandes satisfactions de sa carrière.
Il interprète ensuite un clown dans Les Mamelles de Tirésias de Guillaume Apollinaire, mis en scène par Clément Harari. C'est là que Jean Vilar, qui dirige le Festival d'Avignon, le remarque. Il entre alors au théâtre national de Chaillot dans la troupe du Théâtre National Populaire, que Jean Vilar dirigera ensuite. Au Festival d'Avignon, il donne la réplique à Gérard Philipe en 1951 dans Le Prince de Hombourg de Kleist. Au TNP encore, il joue avec Jeanne Moreau, François Périer, Michel Galabru et bien d'autres acteurs de cette génération, qui font comme lui leurs débuts dans ce haut lieu de l'art dramatique français.
Il interprète la pièce Drame à Toulon - Henri Martin de Claude Martin et Henri Delmas qui relate la vie et le procès d'Henri Martin, marin opposé à la guerre d'Indochine et condamné à cinq années de réclusion pour participation à une « entreprise de démoralisation de l'armée et de la nation,,. » Paul Préboist, René-Louis Lafforgue, José Valverde et Antoine Vitez sont quelques-uns des comédiens de la troupe. Les représentations sont interdites par plusieurs préfets et maires. Mais la censure est souvent déjouée et la pièce est jouée plus de trois cents fois.
Plus tard, et toujours au TNP alors dirigé par Georges Wilson, il donne aussi une belle vision de son talent en incarnant Matti dans Maître Puntila et son valet Matti de Bertolt Brecht, mis en scène et joué par Georges Wilson, avec Judith Magre.
Des années plus tard, en duo avec Philippe Avron, il est un Rogogine magistral dans L'Idiot de Dostoïevski, mis en scène par André Barsacq au théâtre de l'Atelier.
Il a aussi prêté sa voix de basse baryton au timbre puissant et si particulier à l'interprétation de trois chansons du 45 tours Chants Yiddish, recueillis, arrangés, harmonisés et orchestrés par Robert Cornman. Il interprète Dos lid fon'em Tanz Firer (le chant du meneur de danse), Cha Chtil (le Rabbin emmène ses disciples dans la danse), Aroïz iz in Wilna a naeir Bafehl (le nouvel édit de Vilna).

### Carrière au cinéma
En 1946, il fait de la figuration en soldat allemand dans le court métrage de 28 minutes Rappel à la vie / Der Ruf tsum leben (en yiddish non sous-titré dans sa version originale) réalisé par Maurice Wolf (sous le pseudonyme de Saint Lou) et Élie Davidson. Yves Allégret lui offre ensuite un petit rôle en 1955, dans La Meilleure Part, suivi deux ans plus tard par Louis Malle dans Ascenseur pour l'échafaud.
Claude Chabrol tombe sous le charme de la composition qu’il donne du personnage de Gori (Hermann Göring) dans La Résistible Ascension d'Arturo Ui de Bertolt Brecht monté en 1960 au TNP par Jean Vilar et Georges Wilson. À la suite d'un casting, il lui donne le rôle-titre dans Landru qui sort en 1963. Relégué depuis ses débuts dans des rôles de vieillards avec faux nez et perruque, il accepte sans hésiter de se raser le milieu du crâne et de se laisser pousser les favoris pour incarner le personnage. Chabrol parlait alors du mélange de bonhommie et de terreur qui avait contribué au succès de son interprétation en ajoutant qu’il s’était régalé à composer ce personnage de petit bourgeois qui trucide avec une vraie ferveur domestique.
Brillant comédien de composition, il sait incarner une grande variété de personnages qui vont des anarchistes moraux aux petits et grands voyous, des apatrides aux artistes et aux séducteurs. Il incarne ainsi le personnage de Filochard dans la comédie Les Pieds nickelés de Jean-Claude Chambon, déambule à la recherche de ses parents dans la ville de Montréal dans YUL 871 de Jacques Godbout, sombre dans une douce folie dans la fable philosophique La Vie à l'envers d'Alain Jessua, est l'une des victimes de la vengeance de Jeanne Moreau dans le drame policier La mariée était en noir de François Truffaut, adapté d'après le roman du même nom de l'écrivain William Irish, ou apparaît aux côtés d'Yves Montand, Jacques Perrin, Jean-Louis Trintignant, Irène Papas, Bernard Fresson et François Périer dans le thriller politique Z de Costa-Gavras.
À partir de 1970, il joue dans cinq films de Claude Lelouch dont le premier est Le Voyou. Il tient l'un des rôles principaux de L'aventure c'est l'aventure avec Lino Ventura, Jacques Brel, Aldo Maccione Charles Gérard et Johnny Hallyday et dans Si c'était à refaire avec Catherine Deneuve. Il donne la réplique à Jean-Paul Belmondo dans L'Héritier de Philippe Labro en 1973, puis, dans le film policier Un officier de police sans importance de Jean Larriaga, est enlevé par un pathétique trio composé de Marc Porel, Julian Negulesco et Dani. En 1975, il retrouve Belmondo en étant son adjoint dans le film policier Peur sur la ville d'Henri Verneuil. En 1977, il tient le rôle principal de L'homme qui aimait les femmes de François Truffaut. L'année suivante, il est tête d'affiche, avec Jacques Villeret, de Robert et Robert, de Claude Lelouch. En 1982, il incarne un avocat dans le drame L'Honneur d'un capitaine de Pierre Schoendoerffer. En 1985, pour l'un de ses derniers rôles au cinéma, il campe la caricature d'un puissant producteur lassé par les caprices de sa chanteuse dans L'Unique de Jérôme Diamant-Berger.

### Dernières années (1986-1995)
Le cancer commence à lui prendre la voix alors qu'il monte pour la dernière fois sur scène pour incarner Le Marionnettiste de Lodz, de Gilles Segal, mis en scène par Jean-Paul Roussillon. Un one-man-show qui signe la fin de sa carrière en 1986.
Après dix années d'épreuves et de traitements, guéri d'un cancer de la gorge, affaibli, il meurt le 10 septembre 1995.
Il est inhumé dans le caveau familial au cimetière parisien de Bagneux (division 107).

### Vie privée
Charles Denner a été marié deux fois, d'abord avec Simone Jaquier, puis avec Monique Voirriot (1932-2015), dite Maryse (marraine du fils de l'acteur Marie-Pierre de Gérando, dont Denner était un grand ami). Du premier mariage sont nés Charlet et Ethel.

### Décoration
- Croix de guerre 1939-1945

## Hommages posthumes
Nathalie Rheims a écrit L'un pour l'autre en 1999, autour de Charles Denner.
Un documentaire consacré à Charles Denner et intitulé Le Chercheur inquiet a été réalisé par Avril Tembouret en 2014.
Ses enfants, Ethel et Charlet, ont rendu hommage à sa vie et à son œuvre en concevant et réalisant en 2015 l'exposition Charles Denner qui commémorait les vingt ans de sa disparition, à l'hôtel Montulé de Dreux. Cette manifestation qui a duré trois mois a été réalisée avec le soutien financier et logistique de la ville de Dreux et du département d'Eure-et-Loir.
Charlet Denner a écrit La montagne en partage, entre père et fils, pour Charles Denner, roman auto-édité en septembre 2015, à l'occasion de cette exposition.

## Filmographie

### Cinéma
- 1941 : Volpone de Maurice Tourneur : apparition
- 1946 : Rappel à la vie (Der Ruf tsum Leben) de Maurice Wolf et Élie Davidson : soldat allemand
- 1951 : Avignon, bastion de la Provence de James Cuénet (court métrage) : narrateur
- 1954 : Poisson d'avril de Gilles Grangier : un consommateur au café
- 1955 : Les Hommes en blanc de Ralph Habib : un interne
- 1955 : La Meilleure Part d'Yves Allégret : un ingénieur adjoint
- 1957 : Ascenseur pour l'échafaud de Louis Malle : l'adjoint de Cherrier
- 1962 : Landru de Claude Chabrol : Henri-Désiré Landru
- 1963 : Le Serpent de Gibraltar d'Alexandre Trannoy (inachevé)[15]
- 1964 : Mata Hari, agent H21 de Jean-Louis Richard : le premier soldat
- 1964 : L'Aube des damnés (Fajr al-mu'adhhabin) d'Ahmed Rachedi : narrateur
- 1964 : La Vie à l'envers d'Alain Jessua : Jacques Valin
- 1964 : Les Pieds nickelés de Jean-Claude Chambon : Filochard
- 1964 : Les Plus Belles Escroqueries du monde, sketche Le Grand Escroc de Jean-Luc Godard : le faussaire
- 1965 : Marie-Chantal contre docteur Kha de Claude Chabrol : Johnson
- 1965 : Compartiment tueurs de Costa-Gavras : Bob
- 1966 : Le Vieil Homme et l'Enfant de Claude Berri : le père de Claude
- 1966 : YUL 871 de Jacques Godbout : l'ingénieur européen
- 1966 : Le Voleur de Louis Malle : Cannonier
- 1967 : Héraclite l'obscur de Patrick Deval (court métrage) : récitant
- 1968 : La mariée était en noir de François Truffaut : Fergus
- 1968 : La Trêve de Claude Guillemot : Julien
- 1969 : Le Corps de Diane de Jean-Louis Richard : Julien
- 1969 : Z de Costa-Gavras : Manuel
- 1970 : Le Voyou de Claude Lelouch : Gallois
- 1971 : Les Mariés de l'an II de Jean-Paul Rappeneau : le voyageur
- 1971 : Les Assassins de l'ordre de Marcel Carné : Graziani
- 1972 : L'aventure c'est l'aventure de Claude Lelouch : Simon Duroc
- 1972 : Une belle fille comme moi de François Truffaut : Arthur
- 1973 : Les Gaspards de Pierre Tchernia : le ministre des travaux publics
- 1973 : Un officier de police sans importance de Jean Larriaga : Serge Monnier
- 1973 : L'Héritier de Philippe Labro : David Loweinstein
- 1973 : Défense de savoir de Nadine Trintignant : Ravier
- 1974 : Toute une vie de Claude Lelouch : le père de Sarah / le grand-père de Sarah / l'opérateur
- 1975 : Vous ne l'emporterez pas au paradis de François Dupont-Midi : Nicolas
- 1975 : Peur sur la ville d'Henri Verneuil : l'inspecteur Moissac
- 1976 : La Première Fois de Claude Berri : le père
- 1976 : Mado de Claude Sautet : Reynald Manecca
- 1976 : Si c'était à refaire de Claude Lelouch : l'avocat
- 1977 : L'Homme qui aimait les femmes de François Truffaut : Bertrand Morane
- 1978 : L'Affaire Savolta d'Antonio Drove : Lepprince
- 1978 : Robert et Robert de Claude Lelouch : Robert Goldman, l'homme d'affaires
- 1980 : Le Cœur à l'envers de Franck Apprederis : Guillaume
- 1982 : L'Honneur d'un capitaine de Pierre Schoendoerffer : Avocat Gillard
- 1982 : Mille milliards de dollars d'Henri Verneuil : Walter, le détective
- 1983 : Stella de Laurent Heynemann : Richard
- 1983 : Les Années 80 de Chantal Akerman : Mr. Schwartz
- 1983 : Rock and Torah ou Le préféré de Marc-André Grynbaum : Joseph, le père d'Isaac
- 1986 : L'Unique de Jérôme Diamant-Berger : Vox, le producteur
- 1986 : Golden Eighties de Chantal Akerman : M. Schwartz

#### Nominations
- César 1977 : César du meilleur acteur dans un second rôle pour Si c'était à refaire
- César 1978 : César du meilleur acteur pour L'homme qui aimait les femmes

### Télévision
- 1954 : Le Briquet (série TV) : Un truand
- 1956 : En votre âme et conscience, épisode L'Affaire de Vaucroze de Jean Prat  (série TV) : Gayle
- 1958 : L'Alcade de Zalamea, téléfilm de Marcel Bluwal
- 1960 : Les Joueurs de Marcel Bluwal
- 1961 : Le Théâtre de la jeunesse : Gaspard ou le petit tambour de la neige de Claude Santelli, réalisation Jean-Pierre Marchand
- 1961 : Les Perses de Jean Prat
- 1963 : Les Rustres (téléfilm) : Canciaro
- 1967 : La Plaie et le Couteau, Charles Baudelaire (téléfilm) : Un récitant
- 1968 : L'Idiot : Rogojine
- 1978 : Kakemono Hôtel de Franck Apprederis (téléfilm) : Maurice Cagepain
- 1980 : La Sourde Oreille (téléfilm) : Ludovic Fumet
- 1981 : Non-Lieu de Bruno Gantillon (téléfilm) : Le juge Laurent Mathieu
- 1983 : Cinéma 16 (série TV) : Louis Coignet
- 1984 : Zacharius de Claude Grinberg (téléfilm) : Zacharius
- 1986 : Espionne et tais-toi de Claude Boissol (série TV) : Honnicut

## Théâtre
- 1946 : Le Dibbouk de An Ski, mise en scène de André Marcovici, compagnie des Compagnons de l'Arche au théâtre Edouard VII
- 1947 : Le Keroub et le mariage de Rachel, mise en scène de André Marcovici, compagnie des Compagnons de l'Arche au Théâtre La Bruyère
- 1947: Tel Haï, mise en scène de André Marcovici, compagnie des Compagnons de l'Arche aux Théâtre Edouard VII et La Bruyère
- 1949 : Les Voyous de Robert Hossein, mise en scène de l'auteur, Théâtre du Vieux-Colombier
- 1949 : La Tragédie du roi Richard II de William Shakespeare, mise en scène Jean Vilar, Festival d'Avignon
- 1949 : Le Cid de Corneille, mise en scène Jean Vilar, Festival d'Avignon
- 1949 : Ils attendent Lefty de Clifford Odets, mise en scène Clément Harari, Théâtre Maubel
- 1950 : Henri IV de Shakespeare, mise en scène Jean Vilar, TNP Festival d'Avignon
- 1950 : Le Cid de Corneille, mise en scène Jean Vilar, TNP Festival d'Avignon
- Juin 1951 à septembre 1952 : Drame à Toulon - Henri Martin de Claude Martin et Henri Delmas, troupe Les pavés de Paris
- 1951 : La Calandria de Bernardo Dovizi da Bibbiena, mise en scène René Dupuy, TNP Festival d'Avignon
- 1951 : Le Cid de Corneille, mise en scène Jean Vilar, TNP Festival d'Avignon
- 1951 : Le Prince de Hombourg d'Heinrich von Kleist, mise en scène Jean Vilar, TNP Festival d'Avignon
- 1951 : Mère Courage de Bertolt Brecht, mise en scène Jean Vilar, TNP Théâtre de la Cité Jardins Suresnes
- 1952 : L'Avare de Molière, mise en scène Jean Vilar, TNP Théâtre de Chaillot, Festival d'Avignon
- 1952 : Nucléa d'Henri Pichette, mise en scène Gérard Philipe & Jean Vilar, TNP Théâtre de Chaillot
- 1952 : Le Prince de Hombourg d'Heinrich von Kleist, mise en scène Jean Vilar, TNP Festival d'Avignon
- 1952 : Lorenzaccio d’Alfred de Musset, mise en scène Gérard Philipe, TNP Festival d'Avignon
- 1954 : La Machine infernale de et mise en scène Jean Cocteau, Théâtre des Bouffes-Parisiens
- 1955 : Un nommé Judas de Pierre Bost et Claude-André Puget, mise en scène Jean Mercure, Théâtre des Célestins
- 1957 : Péricles, prince de Tyr de William Shakespeare, mise en scène René Dupuy, Théâtre de l'Ambigu
- 1957 : Marie Tudor de Victor Hugo, mise en scène Jean Vilar, TNP Théâtre des Célestins
- 1958 : Ubu roi d'Alfred Jarry, mise en scène Jean Vilar, TNP Théâtre de Chaillot
- 1958 : Lorenzaccio d'Alfred de Musset, mise en scène Gérard Philipe, TNP Festival d'Avignon
- 1958 : Scènes de comédie d'Alain, mise en scène François Maistre, Théâtre de Lutèce
- 1959 : Les Possédés d'Albert Camus d'après Fiodor Dostoïevski, mise en scène Albert Camus, Théâtre Antoine
- 1960 : La Résistible Ascension d'Arturo Ui de Bertolt Brecht, mise en scène Jean Vilar et Georges Wilson, TNP Théâtre de Chaillot
- 1960 : Ubu roi d'Alfred Jarry, mise en scène Jean Vilar, TNP Théâtre de Chaillot
- 1961 : Loin de Rueil de Maurice Jarre et Roger Pillaudin d'après Raymond Queneau, mise en scène Maurice Jarre et Jean Vilar, TNP Théâtre de Chaillot
- 1961 : Antigone de Jean Anouilh, mise en scène André Barsacq, Vienne
- 1961 : Antigone de Sophocle, mise en scène Jean Vilar, TNP Festival d'Avignon
- 1961 : L'Alcade de Zalamea de Pedro Calderón de la Barca, mise en scène Georges Riquier et Jean Vilar, TNP Festival d'Avignon
- 1961 : Les Rustres de Carlo Goldoni, mise en scène Roger Mollien et Jean Vilar, TNP Festival d'Avignon
- 1961 : La Paix d'après Aristophane, mise en scène Jean Vilar, TNP Théâtre de Chaillot
- 1963 : Thomas More ou l'homme seul de Robert Bolt, mise en scène Jean Vilar, TNP Théâtre de Chaillot, Festival d'Avignon
- 1964 : Maître Puntila et son valet Matti de Brecht, mise en scène Georges Wilson, TNP Théâtre de Chaillot
- 1966 : L'Idiot de Dostoïevski, mise en scène André Barsacq, Théâtre de l'Atelier
- 1967 : Le Roi Lear de William Shakespeare, mise en scène Georges Wilson, TNP Théâtre de Chaillot
- 1968 : Les Rosenberg ne doivent pas mourir d'Alain Decaux, mise en scène Jean-Marie Serreau, Tréteaux de France
- 1984 : Le Marionnettiste de Lodz de Gilles Segal, mise en scène Jean-Paul Roussillon, Théâtre de la Commune

### Documentaire
- 2014 : Le Chercheur inquiet d'Avril Tembouret